# مرده شریر
مرده شریر یا کلبه وحشت (به انگلیسی: The Evil Dead) فیلمی ترسناک به کارگردانی و نویسندگی سم ریمی محصول سال ۱۹۸۱ است. سام ریمی و بروس کمپبل مدیر اجرایی تولید این فیلم بودند. بروس کمپبل در این فیلم به همراه الن سندوایس و بتسی بیکر به ایفای نقش پرداخته‌است.
این فیلم در ایران به نام‌های شیطان مرده، مرده شیطانی، مرده شوم و کلبه وحشت هم معروف است.

## داستان فیلم
۲ مرد و ۳ زن برای گذراندن تعطیلات به کلبه ای جنگلی می‌روند
در حین جستجو در زیر زمین کلبه با یک ضبط صوت و کتابی عجیب مواجه می‌شوند پس از گوش دادن به نوار نیرویی شیطانی آزاد می‌گردد و در جسم این اشخاص یکی پس از دیگری حلول می‌کند و آنها را به موجوداتی ترسناک و شیطانی تبدیل می‌کند که تنها راه نابودی این موجودات سوزاندن یا تکه‌تکه کردن است.